# Арчер, Майк
Майк Арчер (англ. Michael (Mike) Archer, род. 25 марта 1945, Сидней) — палеонтолог с двумя гражданствами, австралийским и американским.

## Биография

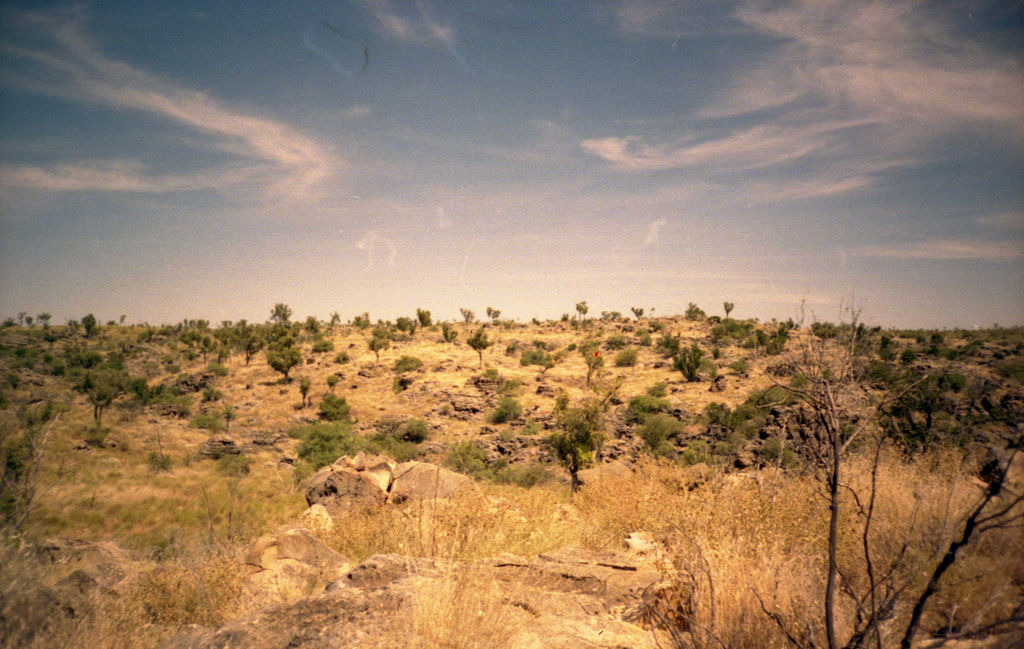
Майк работал в заповеднике Риверслей с 1983 года.

Его карьера в палеонтологии позвоночных началась, когда ему было 11 лет. Окончил Принстонский университет в 1967 году и был исследователем по программе Фулбрайта в Музее Западной Австралии в период с 1967 по 1968 год. Он получил степень доктора философии в области зоологии в Университете Западной Австралии в 1976 году. С 1972 по 1978 год был куратором млекопитающих в Квинслендском музее.
В 1978 году он поступил в Университет Нового Южного Уэльса. С 1999 по 2004 год занимал должность директора Австралийского музея. В 2004 году он был назначен деканом факультета естественных наук в Университете Нового Южного Уэльса.
Он провел равное количество времени за изучением палеонтологии позвоночных и современной маммологии, издав сотни книг, научных трудов, компакт-дисков и документальных фильмов в обеих областях, в том числе «Carnivorous Marsupials» (1982), «Vertebrate Zoogeography and Evolution» (1984), «Possums and Opossums: Studies in Evolution» (1987) и «Going Native» (2005). Был удостоен многих академических почестей, таких как Премия Эврика при содействии науке и ряд профессиональных стипендий в том числе Австралийской академии наук.